# Россия на «Детском Евровидении — 2014»
Россия участвовала в 2014 году на Детском Евровидение — 2014 10-й раз. Тогда представила Алиса Кожикина с песней «Мечтатель» и в итоге заняла 5 место с 96 баллов.

## Исполнитель
Алиса Кожикина родилась 22 июня 2003 года в селе Успенка в Курской области. Она является победительницей первого сезона шоу «Голос Дети». А также участницей Детской Новой Волны 2012.

## Перед Детским Евровидением
ВГТРК заявил, что участник будет выбран путём внутреннего отбора. Приём заявок был открыт до конца сентября.
25 сентября на официальном сайте телеканала «Карусель» было объявлено что Россию представлять будет Алиса Кожикина. А позже была известна песня.

## На Детском Евровидении
Комментаторами были Александр Гуревич и Ольга Шелест, а баллы от России объявляла Мария Кареева.
Алиса Кожикина выступила под номером 13 после Армении и перед Сербией. В итоге заняла 5 место и набрала 96 баллов.

## Голосование
| Баллы        | Россия Отдала | Россия Получила                           |
| ------------ | ------------- | ----------------------------------------- |
| Детское жюри | Детское жюри  | 5                                         |
| 12 баллов    | Армения       | —                                         |
| 10 баллов    | Мальта        | Беларусь, Кипр, Словения, Армения, Сербия |
| 8 баллов     | Беларусь      | —                                         |
| 7 баллов     | Болгария      | Болгария                                  |
| 6 баллов     | Италия        | —                                         |
| 5 баллов     | Грузия        | Сан-Марино, Хорватия, Украина, Черногория |
| 4 балла      | Украина       | —                                         |
| 3 балла      | Кипр          | Грузия, Мальта                            |
| 2 балла      | Нидерланды    | —                                         |
| 1 балл       | Сербия        | Швеция                                    |